# Timo Richter
Timo „Spiidi“ Richter (* 13. September 1995) ist ein ehemaliger professioneller deutscher E-Sportler. Er ist seit 2012 in der Disziplin Counter-Strike: Global Offensive (CSGO) aktiv.

## Karriere
Timo „Spiidi“ Richter begann 2012 seine Karriere im Alter von 16 Jahren bei EnRo Griffins. Bei den EPS Summer 2013 erreichten sie den 2. Platz. Diesen Erfolg konnte er mit EnRo Griffins in der EPS Winter 2013 mit einem erneuten 2. Platz wiederholen. Während dieser Zeit war Denis „denis“ Howell sein Teamkollege, der seine Karriere die kommenden Jahren begleiten sollte.
Der Durchbruch gelang Timo „Spiidi“ Richter Anfang 2014 mit dem Wechsel zu mousesports.  Richter verließ mousesports schon bald wieder.
Wenige Monate später formte Spiidi mit Denis „denis“ Howell und Kevin „kRYSTAL“ Amend das bis dahin erfolgreichste deutsche CSGO-Team unter Penta Sports. Mit dem Viertelfinaleinzug bei der DreamHack Winter 2014 gelang dem Team der größte Erfolg der Vereinsgeschichte. Anfang 2015 konnten sie das Ergebnis bei der ESL One Katowice 2015 wiederholen.
Kurz nach der ESL One Katowice 2015 wechselte Spiidi wieder zu mousesports. Das neue Team erreichte gute Platzierungen bei den CEVO Pro Season 7 Finals in Ohio, den Gfinity CS:GO Summer Masters in London, den Acer Predator Masters #1 in Krefeld und mit dem Gewinn der ESL Sommermeisterschaft 2015. Nach einem frühen Ausscheiden von mousesports bei der ESL One Cologne 2015 musste Richter das Team im August 2015 wieder verlassen.
Danach wechselte er zu Penta Sports und konnte mit seinem Team die ESL Wintermeisterschaft 2015 gewinnen. Noch Ende 2015 wechselte er erneut zu mousesports und ersetzte dort Fatih „gob b“ Dayik.
Im Juli 2016 erreichte Richter mit mousesports das Halbfinale der ersten Saison der Eleague. Im Herbst 2016 gelangen dem Spieler durch den Finaleinzug beim Gfinity CS:GO Invitational 2016 und den Halbfinaleinzug auf den Finals der ESL Pro League Season 4 zwei weitere Erfolge mit dem Team von mousesports. Nach dem Eleague Major gab Richter im April bekannt, dass er durch den Esten Robin „ropz“ Kool im aktuellen Lineup von mousesports ersetzt wird, jedoch weiter bei mouz unter Vertrag steht. Im Dezember 2017 wurde der Vertrag aufgelöst, Richter trat der Organisation Sprout bei. Im Januar 2021 gewann er mit Sprout die deutsche ESL Meisterschaft.